# Welsh Cup 1881-82
Welsh Cup 1881-82 var den femte udgave af Welsh Cup. Finalen blev afviklet den 8. april 1882 på Racecourse Ground i Wrexham, hvor Druids FC sikrede sig sin tredje triumf i Welsh Cup ved at besejre Northwich Victoria FC med 5-0.

## Resultater

### Første runde
Kilderne er uenige om resultaterne i denne runde.

### Anden runde
| Dato   | Kamp                                             | Res.   |
| ------ | ------------------------------------------------ | ------ |
|        | Wrexham Athletic FC – Equitable FC               | 2–0    |
|        | Northwich Victoria FC – Mold FC                  | 7–0    |
|        | Wrexham Athletic FC (II) – Druids FC             | 0–5    |
|        | Ruthin Town FC – Rhostyllen FC                   | 11–00  |
|        | Aberystwyth Town FC – Shrewsbury Castle Blues FC | 3–1    |
|        | Oswestry White Stars FC – Chirk AAA FC           | [0]2–1 |
| Omkamp |                                                  |        |
|        | Oswestry White Stars FC – Chirk AAA FC           | 1–2    |

### Kvartfinaler
| Dato    | Kamp                                        | Res. | Spillested                 |
| ------- | ------------------------------------------- | ---- | -------------------------- |
|         | Druids FC – Ruthin Town FC                  | 0–0  | Racecourse Ground, Wrexham |
|         | Chirk AAA FC – Aberystwyth Town FC          | 2–1  | Newtown                    |
|         | Wrexham Athletic FC – Northwich Victoria FC | 0–0  | Racecourse Ground, Wrexham |
| Omkampe |                                             |      |                            |
|         | Druids FC – Ruthin Town FC                  | 2–1  | Racecourse Ground, Wrexham |
|         | Wrexham Athletic FC – Northwich Victoria FC | 1–5  | Wynnstay Park, Ruabon      |

### Semifinaler
| Dato   | Kamp                                 | Res. | Spillested                 |
| ------ | ------------------------------------ | ---- | -------------------------- |
|        | Chirk AAA FC – Northwich Victoria FC | 2–2  | Racecourse Ground, Wrexham |
| Omkamp |                                      |      |                            |
|        | Chirk AAA FC – Northwich Victoria FC | 1–5  | Racecourse Ground, Wrexham |

### Finale
| Dato | Kamp                              | Res. | Tilskuere | Spillested                 |
| ---- | --------------------------------- | ---- | --------- | -------------------------- |
| 8.4. | Druids FC – Northwich Victoria FC | 5–0  | 2.000     | Racecourse Ground, Wrexham |